# The Uptown Monotones
Seit 2011 tourt die Band mehrere Male im Jahr in England
The Uptown Monotones sind eine österreichische Experimental-/Fusion-Band, die 1993 in Graz gegründet wurde. Einer breiteren Masse wurden sie durch die Talentshow Die große Chance bekannt.

## Diskografie

### Alben
- 2002: The Uptown Monotones (Ginkgo Tree Music)
- 2004: Real Face ft. Smooga (Ginkgo Tree Music)
- 2013: Criminals (Ginkgo Tree Music)[1]
- 2014: Fragments in a Frame (Ginkgo Tree Music)
- 2019: Boom Shaka Laka (Tonladen Records)

### Singles
- 2012: Dust in the Air ft. Jimi D. (Ginkgo Tree Music)[2]
- 2012: Soulstation (Columbia)
- 2014: Sleep (MoD Music)